# غوفر مهمل
غوفر مهمل (الاسم العلمي:Pappogeomys neglectus) هو نوع من الحيوانات يتبع جنس غوفر مكسيكي من فصيلة الغوفرية.